# ルートヴィヒ・ルドルフ・フォン・ハノーファー
ルートヴィヒ・ルドルフ・フォン・ハノーファー（Ludwig Rudolph Prinz von Hannover, 1955年11月21日 ハノーファー - 1988年11月29日 グムンデン）は、ドイツのハノーファー王国およびブラウンシュヴァイク公国の王族の子孫。全名はルートヴィヒ・ルドルフ・ゲオルク・ヴィルヘルム・フィリップ・フリードリヒ・ヴォルラート・マクシミリアン（Ludwig Rudolph Georg Wilhelm Philipp Friedrich Wolrad Maximilian Prinz von Hannover）。
ブラウンシュヴァイク公世子・ハノーファー王家家長エルンスト・アウグスト（4世）と、その最初の妻でシュレースヴィヒ＝ホルシュタイン＝ゾンダーブルク＝グリュックスブルク公子アルブレヒトの娘であるオルトルート（1925年 - 1980年）の間の第3子、次男として生まれた。ロサンゼルスとロンドンで音楽プロデューサーになるための素養を身に付けた。
イギリス王ジョージ3世の男系直系子孫であり、伝統的にグレートブリテンおよびアイルランド王子を名乗るが、イギリス王室は1917年以降、ハノーファー家の成員をこの称号を名乗る有資格者から除外している。また伝統的に一族の成員に認められていたハノーファー王子（Prinz von Hannover）およびブラウンシュヴァイク＝リューネブルク公（Herzog zu Braunschweig-Lüneburg）の称号を名乗るが、こちらも1918年のドイツ革命以降は法的に無意味なものとなっている。
1987年10月4日にブライブルク（オーストリア領ケルンテン州フェルカーマルクト郡）において、イザベル・フォン・トゥルン・ウント・ヴァルサッシーナ＝コーモ＝ヴェルチェッリ女伯爵（Isabelle Gräfin von Thurn und Valsassina-Como-Vercelli, 1962年 - 1988年）と結婚した。イザベルの実家はゲルツ地方発祥の14世紀から続くオーストリア貴族の家柄で、ローマ・カトリック信徒だった。結婚に先立つ1987年9月15日、ルートヴィヒ・ルドルフは王室結婚令に基づいてイギリス女王エリザベス2世にカトリック信徒との結婚の認可を願い出て、枢密院勅令による女王の特別の認可を取り付けた。
1988年11月29日、グムンデンの夏の邸宅ケーニギンヴィラ（Königinvilla）で友人を招いてホームパーティを開いた際、同日夜にイザベルがコカインとヘロインの過剰摂取で急死する事件が起きた。すでにオーストリア当局から違法薬物購入の嫌疑をかけられていたルートヴィヒ・ルドルフは、すぐに失踪した。数時間後、彼はトラウン湖畔に停車した自動車の中で、ライフル銃で口腔を打ち抜いた状態で死亡しているのが発見された。当局は捜査をすぐに打ち切った。
夫妻の遺骸は1988年12月2日、グリューナウ・アム・アルムタール（オーストリア領オーバーエスターライヒ州グムンデン郡）の墓地に葬られた。
ルートヴィヒ・ルドルフは失踪直前に兄エルンスト・アウグストへ電話し、生後10か月の息子オットー・ハインリヒの養育を懇願していたが、子の親権はイザベルの両親に与えられた。オットー・ハインリヒはブライブルクで母方祖父母に養育され、後にブラウンシュヴァイク美術大学を卒業し、祖母とザルツブルクに居住している。

## 子女
妻との間に息子を1人もうけた。
- オットー・ハインリヒ・アリパルト・ゲオルク・ヨハンネス・エルンスト・アウグスト・ヴィンツェンツ・エグモント・フランツ（1988年 - ）